# Aylmer Hunter-Weston

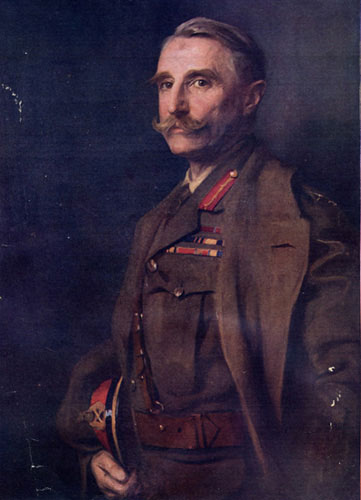
Philip Alexius de László: Lieutenant General Sir Aylmer Hunter-Weston, Öl auf Leinwand, 1916

Sir Aylmer Gould Hunter-Weston KCB DSO (* 23. September 1864; † 18. März 1940 in Hunterston, Ayrshire, Schottland) war ein britischer General und Parlamentsabgeordneter.
„Hunter-Bunter“ – wie er in der Armee genannt wurde – führte im Ersten Weltkrieg zunächst die 29. Division, dann 1915 das VIII. Korps in der gescheiterten Expedition nach Gallipoli und danach an der Westfront. Er war einer der bekanntesten Generale der britischen Armee seiner Zeit und galt als besonders exzentrisch. Hunter-Weston gilt als Prototyp der sprichwörtlichen inkompetenten britischen „Donkey Generals“ (deutsch: ‚Esel-Generale‘). Die Inkompetenz der britischen Generalität wurde besonders am Anfang des Ersten Weltkriegs deutlich. So befürwortete Hunter-Weston einen breit angelegten Angriff bei Tageslicht. Dies sorgte für hohe Verluste unter den Truppen, da die Verteidiger aus ihren gut ausgebauten Stellungen den Angriff leicht abwehren konnten.

## Leben
Aylmer Hunter-Weston trat 1884 in das Royal Engineer Corps ein und durchlief die üblichen Kolonialverwendungen. Er diente zunächst in Indien, wo er beim britischen Angriff auf Wasiristan 1894/1895 verwundet wurde, dann im Stab Kitcheners bei der Niederschlagung des Mahdi-Aufstandes im Sudan und nahm am Burenkrieg (1899–1902) teil.
Nach verschiedenen Generalstabsverwendungen wurde er 1911 Assistant Director of Military Training im Kriegsministerium und in den Order of the Bath aufgenommen. Nach Ausbruch des Krieges erhielt er das Kommando über die 11. Infanteriebrigade, die mit der British Expeditionary Force in Frankreich eingesetzt war.

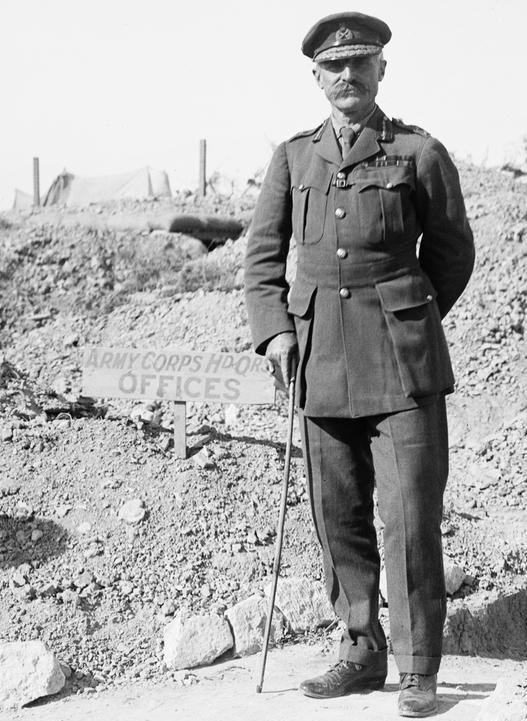
Aylmer Hunter-Weston auf Gallipoli 1915

Als im Frühjahr 1915 die Vorbereitungen für die britisch-französische Expedition nach Gallipoli unter dem Oberbefehl Sir Ian Hamiltons begann, erhielt Major General Hunter-Weston am 10. März 1915 den Befehl über die im Januar aufgestellte 29. Division. Diese sollte mit ihren zwölf Bataillonen die Hauptlast des Angriffs auf Gallipoli tragen. 
Die Landung am Kap Helles, der äußersten Westspitze der Halbinsel Gallipoli, am 25. April 1915 endete für die britischen Soldaten in einem Blutbad, für das Hunter-Weston, der es versäumte, bereits erreichte Erfolge auszunutzen, verantwortlich gemacht wird. Die Division erreichte ihr Ziel, die Ortschaft Krithia, nicht.
In den folgenden Monaten wurden die britischen Truppen weiter verstärkt, und Hunter-Weston wurde am 24. Mai zum Generalleutnant und Kommandierenden General des auf Gallipoli gebildeten VIII. Corps befördert.
Im Juli 1915 wurde Hunter-Weston wegen eines Sonnenstichs und nervöser Überanstrengung nach Großbritannien zurückgeführt, wo er im Oktober 1916 für Nord-Ayrshire ins House of Commons gewählt wurde.
Inzwischen war Hunter-Weston aber auf seinen Posten als Kommandeur des VIII. Korps zurückgekehrt, das sich, da die erfolglose Unternehmung in Gallipoli in der Zwischenzeit abgebrochen worden war, jetzt in Frankreich befand. Mit diesem Korps nahm er am 1. Juli 1916 an der Somme-Offensive teil. Zwar erreichte das Korps kein einziges seiner Ziele, hatte aber die weitaus höchsten Verluste.
Auch dieser Fehlschlag wird größtenteils Hunter-Westons Inkompetenz zugeschrieben, der zwei Minen vorzeitig explodieren ließ und so die Deutschen vor dem bevorstehenden Infanterieangriff warnte.

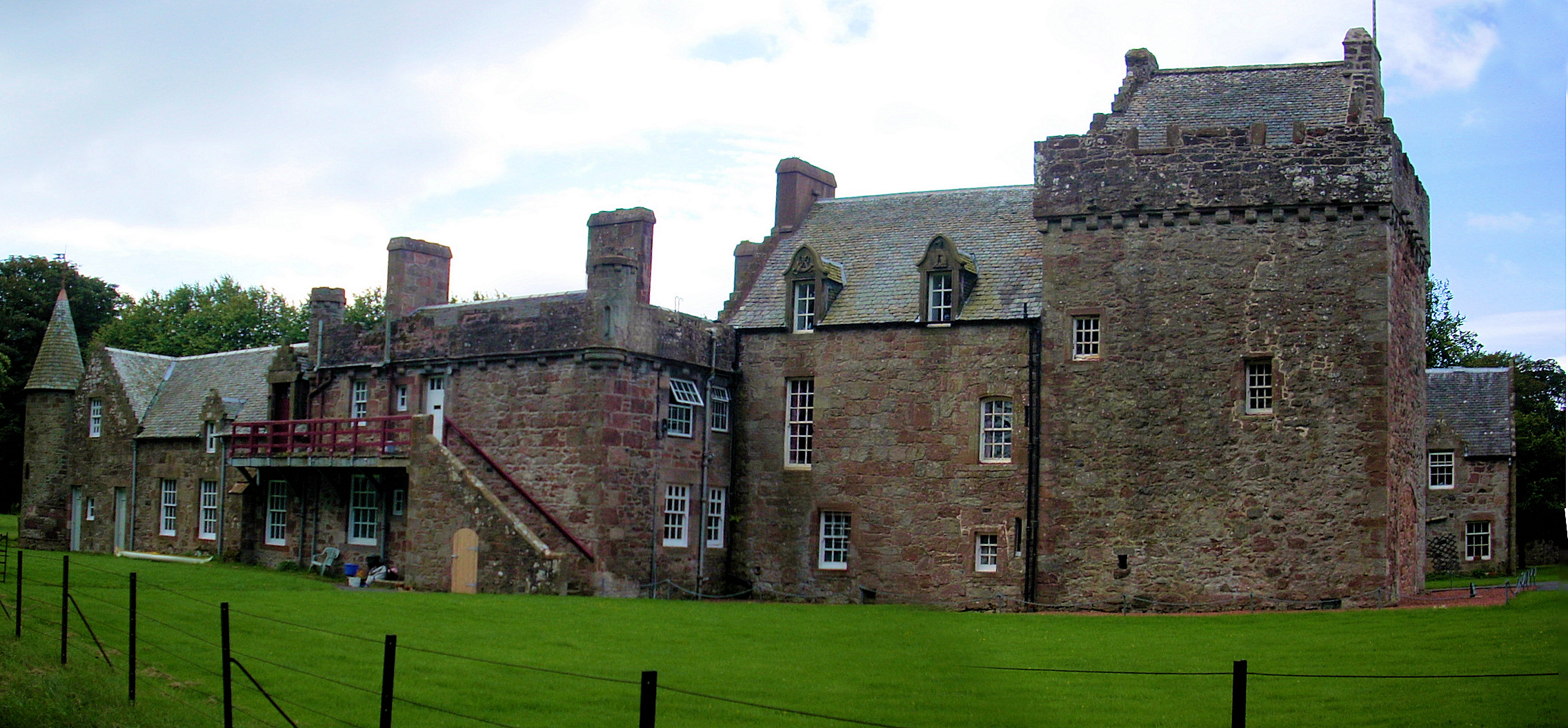
Hunterston Castle, Ayrshire, Schottland

Nachdem sein Korps 1918 aufgelöst worden war, verließ General Hunter-Weston im folgenden Jahr die Armee und widmete sich nur noch seiner politischen Karriere. Er saß 27 Jahre, bis 1935, im Unterhaus.
Sir Aylmer Hunter-Weston starb als 75-Jähriger kinderlos am 18. März 1940 durch einen Sturz von einem Türmchen seines Schlosses in Hunterston, Ayrshire. Seine Witwe starb 1954.